# Masters de Hamburgo 2002
El Abierto de Hamburgo de 2002 fue un torneo de tenis jugado sobre tierra batida, que fue parte de las Masters Series. Tuvo lugar en Hamburgo, Alemania, desde el 13 de mayo hasta el 19 de mayo de 2002.

## Campeones

### Individuales
Roger Federer vence a  Marat Safin, 6–1, 6–3, 6–4

### Dobles
Mahesh Bhupathi /  Jan-Michael Gambill vencen a  Jonas Björkman /  Todd Woodbridge,  6–2, 6–4